# Lyman Lemnitzer
Lyman Louis Lemnitzer, né le 29 août 1899 à Honesdale et mort le 12 novembre 1988 à Washington, est un général américain.
Il a servi comme Chef d'État-Major des armées des États-Unis de 1960 à 1962, président du comité militaire de l'OTAN de 1961 à 1962 et comme Supreme Allied Commander (en) à l'Organisation du traité de l'Atlantique nord (OTAN) de 1963 à 1969.
En 1962, sous la présidence de John Fitzgerald Kennedy, il présente avec le général Lauris Norstad et le général de brigade William H. Craig l' « Opération Northwoods », consistant à faire subir des dommages aux biens et personnels américains civil et/ou militaire, suffisamment importants pour susciter une forte indignation dirigée contre Fidel Castro et son régime.